# Brusca (náutica)
En náutica, se llama brusca a una medida sujeta a cierto compaseo fundado en reglas fijas para dibujar una vuelta o vulgarmente, un arco seguido y simétrico
Es diferente de la frasquia que es el molde que se saca del lugar donde ha de acomodarse o ajustarse alguna pieza. La brusca es solo aplicable a los baos, palos y vergas de un buque. También se llama así la regla misma de madera en que se marca esta medida y la cantidad o figura del mismo arco considerada en la pieza ya labrada. 